# Epilobium billardierianum
Epilobium billardierianum là một loài thực vật có hoa trong họ Anh thảo chiều. Loài này được Ser. mô tả khoa học đầu tiên năm 1828.

## Hình ảnh

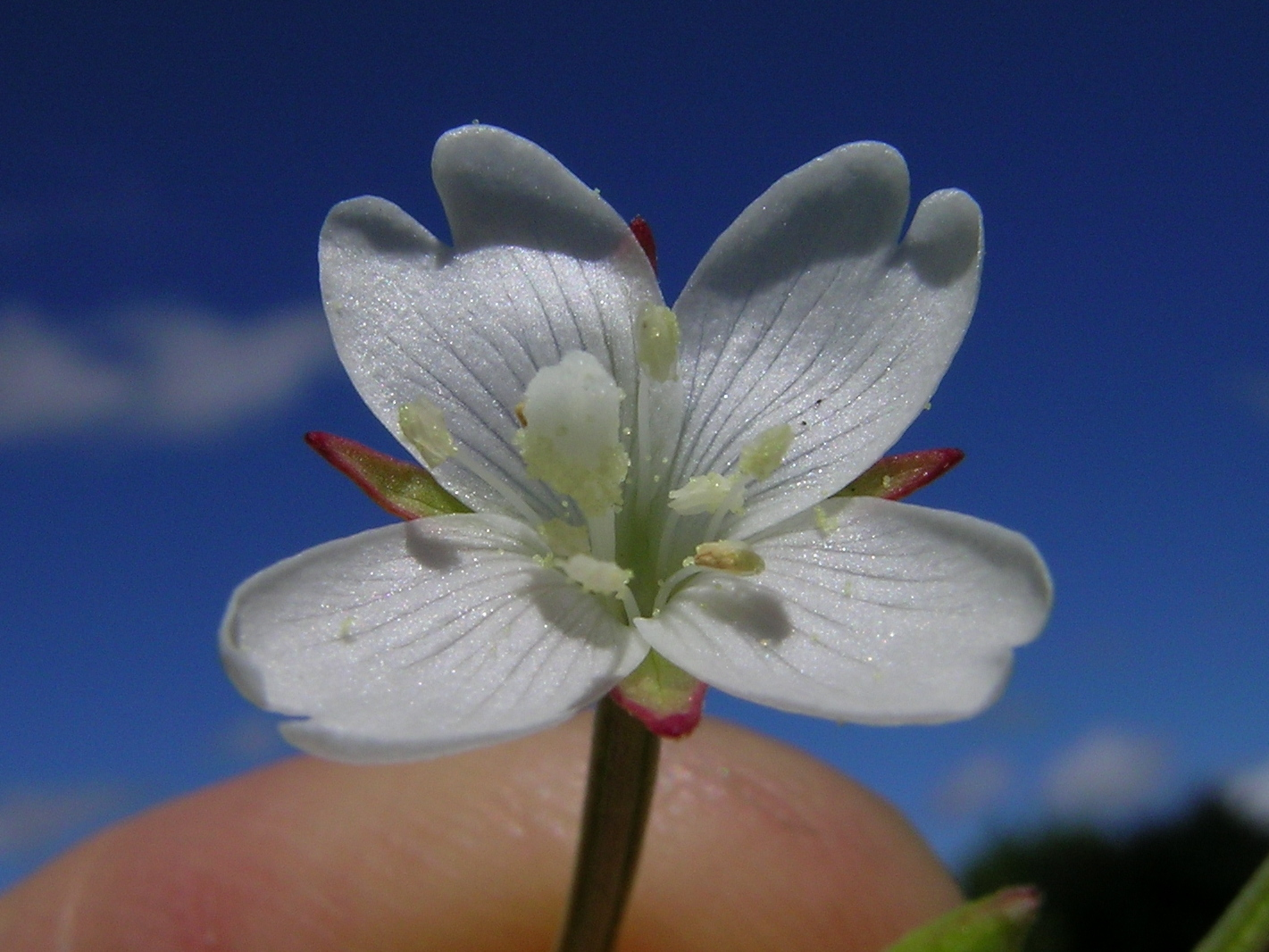
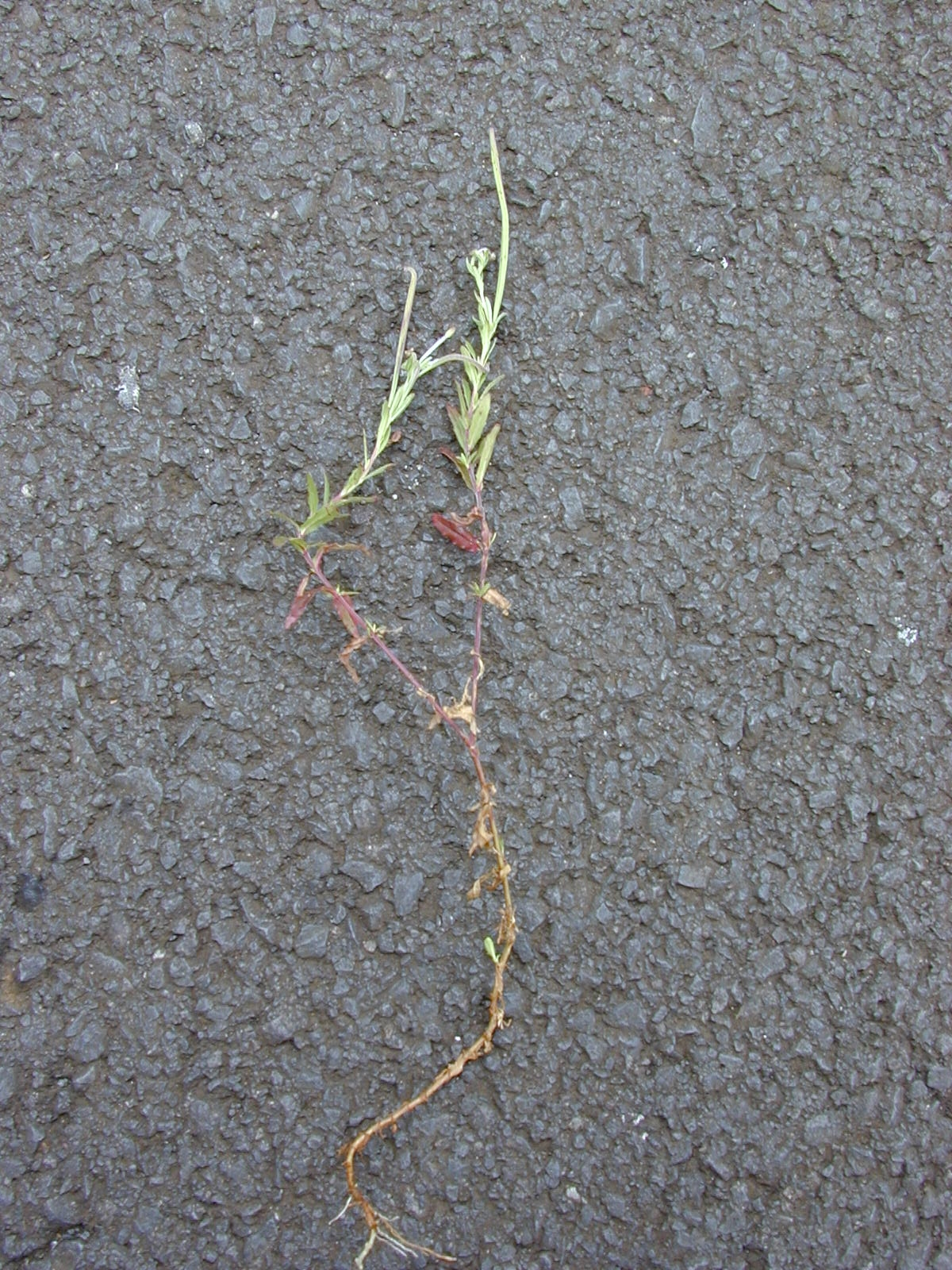
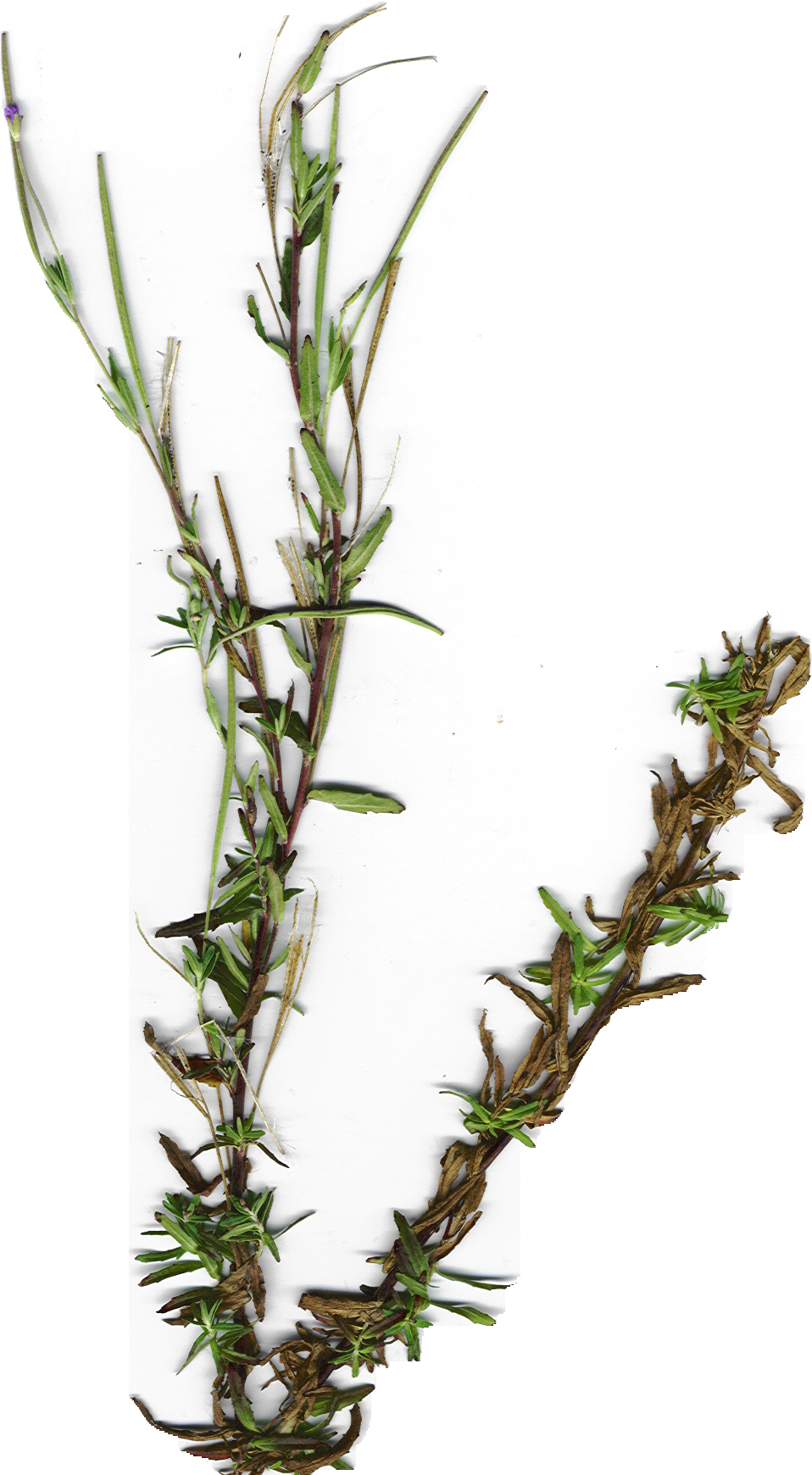
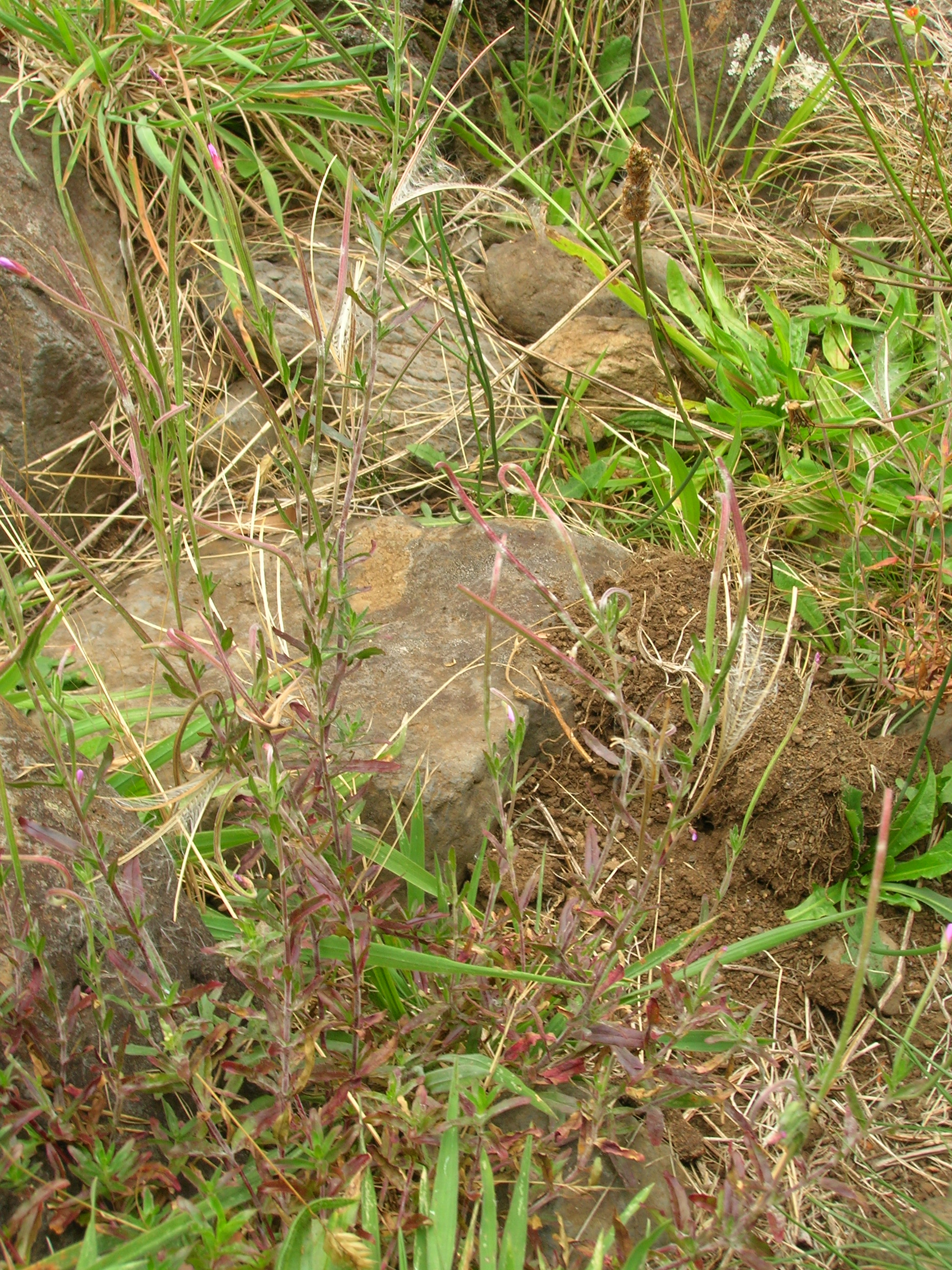